# Compsibidion psydrum
Compsibidion psydrum är en skalbaggsart som beskrevs av Martins 1969. Compsibidion psydrum ingår i släktet Compsibidion och familjen långhorningar. Inga underarter finns listade i Catalogue of Life.